# Levene-Test

Verteilung des Nettoeinkommens in Deutschland 2008 (ALLBUS) nach Geschlecht und Geburtsmonats des Befragten.

Der Levene-Test bezeichnet in der Statistik einen Signifikanztest, der auf Gleichheit der Varianzen (Homoskedastizität) von zwei oder mehr Grundgesamtheiten (Gruppen) prüft. Der Brown–Forsythe Test ist aus dem Levene-Test abgeleitet. Er stammt von Howard Levene.
Ähnlich dem Bartlett-Test prüft der Levene-Test die Nullhypothese darauf, dass alle Gruppenvarianzen gleich sind. Die Alternativhypothese lautet demnach, dass mindestens ein Gruppenpaar ungleiche Varianzen besitzt (Heteroskedastizität):
| Nullhypothese:       | {\displaystyle H_{0}\colon \sigma _{1}^{2}=\sigma _{2}^{2}=\ldots =\sigma _{k}^{2}}                                                            |
| Alternativhypothese: | {\displaystyle H_{1}\colon \sigma _{i}^{2}\neq \sigma _{j}^{2}} für mindestens ein Gruppenpaar {\displaystyle i,j} mit {\displaystyle i\neq j} |

Befindet sich der p-Wert des Tests unter einem zuvor bestimmten Niveau, so sind die Unterschiede in den Varianzen der Stichproben überzufällig (signifikant) und die Nullhypothese der Varianzgleichheit kann abgelehnt werden.

## Beispiel
Die Grafik oben zeigt die Verteilung des Nettoeinkommens nach Geschlecht und Geburtsmonat. Die Ausgabe von car::leveneTest in R:
- Der Levene-Test nach Geschlecht ergibt einen p-Wert kleiner als {\displaystyle 2{,}2\times 10^{-16}} und ist damit hochsignifikant:

```
Levene’s Test for Homogeneity of Variance
        Df F value Pr(>F)
group 1  106.09 < 2.2e-16 ***
      2404
---
Signif. codes:  0 ‘***’ 0.001 ‘**’ 0.01 ‘*’ 0.05 ‘.’ 0.1 ‘ ’ 1
```

Bei einem solchen p-Wert kann davon ausgegangen werden, dass die Varianzen in der Population unterschiedlich sind. Die Nullhypothese gleicher Varianzen wird entsprechend verworfen.
- Der Levene-Test nach Geburtsmonat ergibt einen p-Wert von {\displaystyle 0{,}076} und ist bei einem vorgegebenen Signifikanzniveau von 5 % nicht signifikant:

```
Levene’s Test for Homogeneity of Variance
        Df F value Pr(>F)
group 11  1.6621  0.076.
      2384
---
Signif. codes:  0 ‘***’ 0.001 ‘**’ 0.01 ‘*’ 0.05 ‘.’ 0.1 ‘ ’ 1
```

## Teststatistik
Sind {\displaystyle X_{ji}} ({\displaystyle j=1,\dots ,k} und {\displaystyle i=1,\dots ,n_{j}}) die Stichprobenvariablen und
{\displaystyle Y_{ji}=|X_{ji}-{\bar {X}}_{j}|}
mit {\displaystyle k} Anzahl der Gruppen (Stichproben), {\displaystyle n_{j}} die Anzahl der Beobachtungen in Gruppe {\displaystyle j} und {\displaystyle {\bar {X}}_{j}} der Stichprobenmittelwert der Gruppe {\displaystyle j}. Dann ist die Teststatistik
{\displaystyle L={\frac {{\frac {1}{k-1}}\sum _{j=1}^{k}n_{j}({\bar {Y}}_{j}-{\bar {Y}})^{2}}{{\frac {1}{n-k}}\sum _{j=1}^{k}\sum _{i=1}^{n_{j}}(Y_{ji}-{\bar {Y}}_{j})^{2}}}}
annähernd {\displaystyle F(k-1,n-k)}-verteilt mit {\displaystyle n} die Anzahl aller Beobachtungen:
{\displaystyle n=\sum _{j=1}^{k}n_{j}},
{\displaystyle {\bar {Y}}} der Stichprobenmittelwert über alle Gruppen und {\displaystyle {\bar {Y}}_{j}}  der Stichprobenmittelwert über Gruppe {\displaystyle j}.
Die Teststatistik bzgl. {\displaystyle Y_{ji}} ist identisch mit der Teststatistik der einfachen Varianzanalyse (Test auf Gleichheit von {\displaystyle k} Gruppenmittelwerten). Durch die Transformation von {\displaystyle X_{ji}} auf {\displaystyle Y_{ji}} sind die Gruppenmittelwerte
{\displaystyle {\bar {Y}}_{j}={\frac {1}{n_{j}}}\sum _{i=1}^{n_{j}}Y_{ji}={\frac {1}{n_{j}}}\sum _{i=1}^{n_{j}}|X_{ji}-{\bar {X}}_{j}|}
robuste Schätzfunktionen der Gruppenvarianzen. Die Normalverteilungsannahme für die Varianzanalyse gilt zwar nicht, jedoch haben die {\displaystyle Y_{ji}} oft eine rechtsschiefe Verteilung für die die Varianzanalyse angewandt werden kann.

## Brown–Forsythe-Test
Im Brown–Forsythe-Test wird bei Berechnung von {\displaystyle Y_{ji}} statt des Gruppenmittelwertes der Gruppenmedian benutzt.
Um eine gute Teststärke zu erhalten, muss der Lageparameter in Abhängigkeit von der zugrunde liegenden Verteilung gewählt werden.
Brown und Forsythe zeigten in Simulationsstudien, dass der Mittelwert eine gute Wahl ist, wenn die Verteilung symmetrisch und „normale“ Verteilungsenden (Exzess {\displaystyle \approx } 0) hat, z. B. einer Normalverteilung ähnlich ist. Der Median sollte benutzt werden, wenn die Verteilungen stark schief sind, und der getrimmte Mittelwert, wenn die Verteilung schwere Verteilungsenden hat (Exzess<0).